# Monastère Motronynskiy
Le monastère Motronynskiy, monastère de la sainte Trinité de Motronine, est un monastère d'hommes qui est cité au XVIe siècle et dépend du diocèse de Tcherkassi. Il se trouve dans le Parc national de Kholodny Yar.

## Historique
La tradition veut que la fondation reviendrait à un prince Glinsky, famille qui de 1495 à 1637 possédait le terrain de Radivonovskaya, il comprenait la zone où est né le monastère.

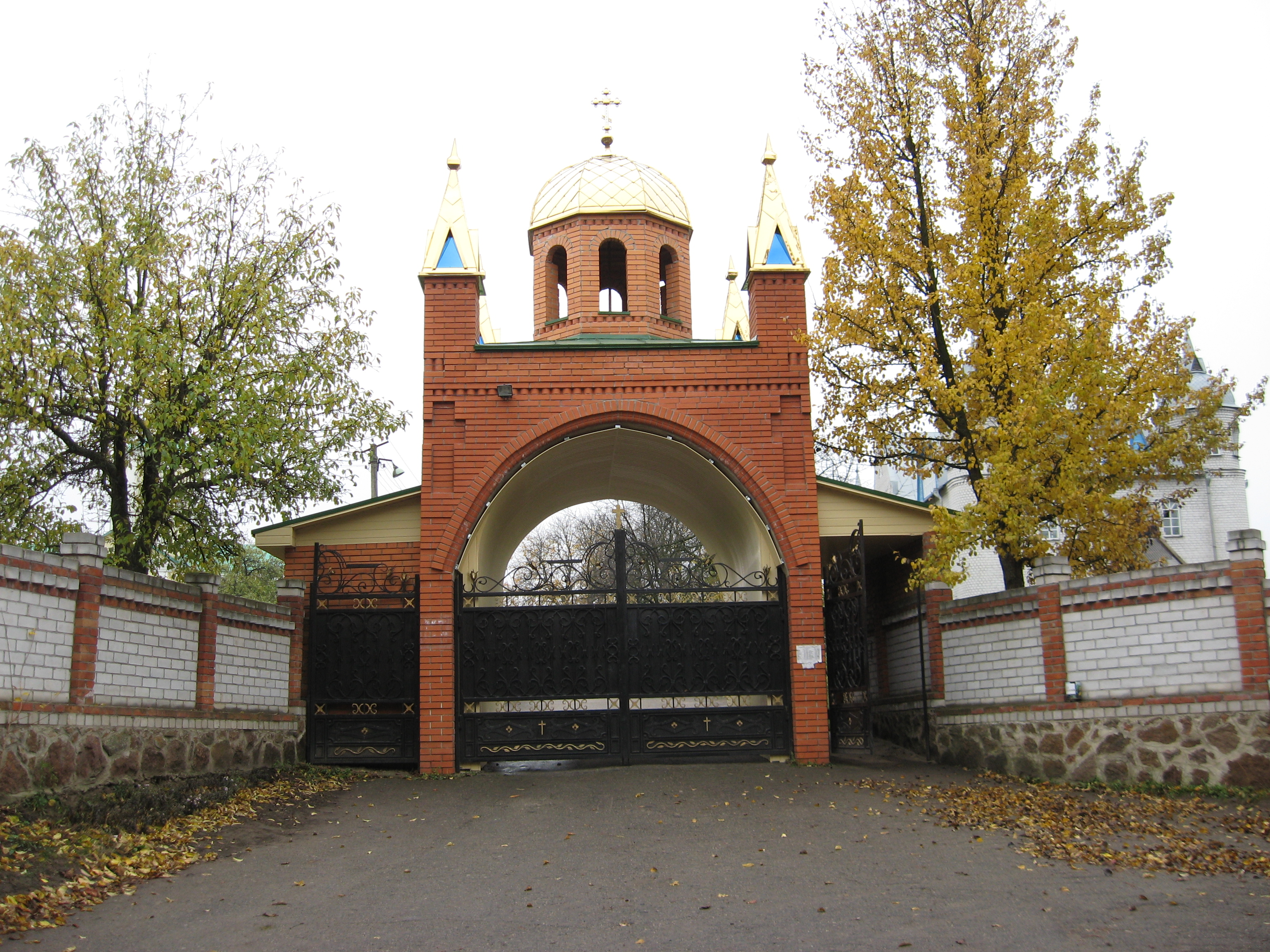
Le portail,
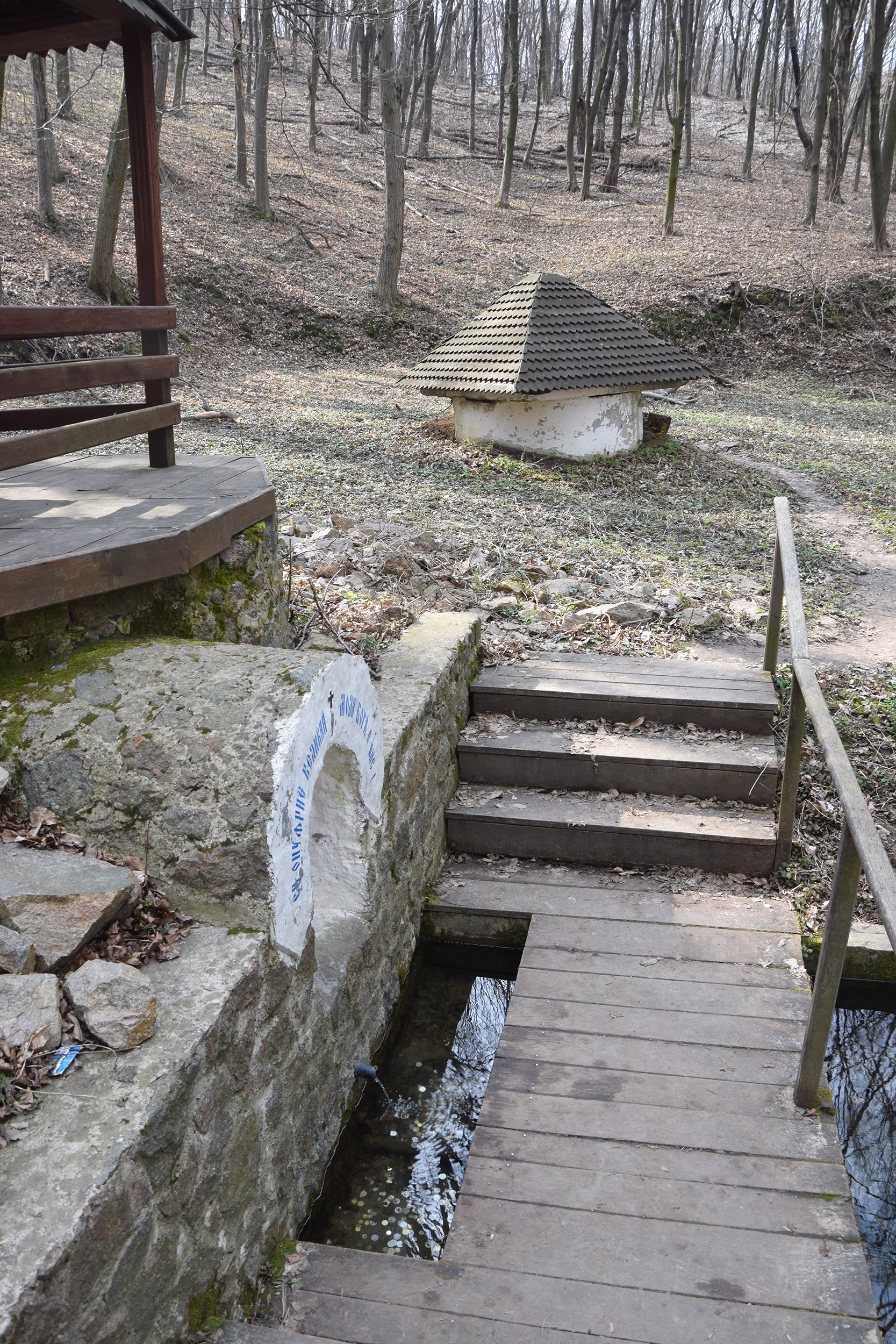
La source du monastère classée[2].
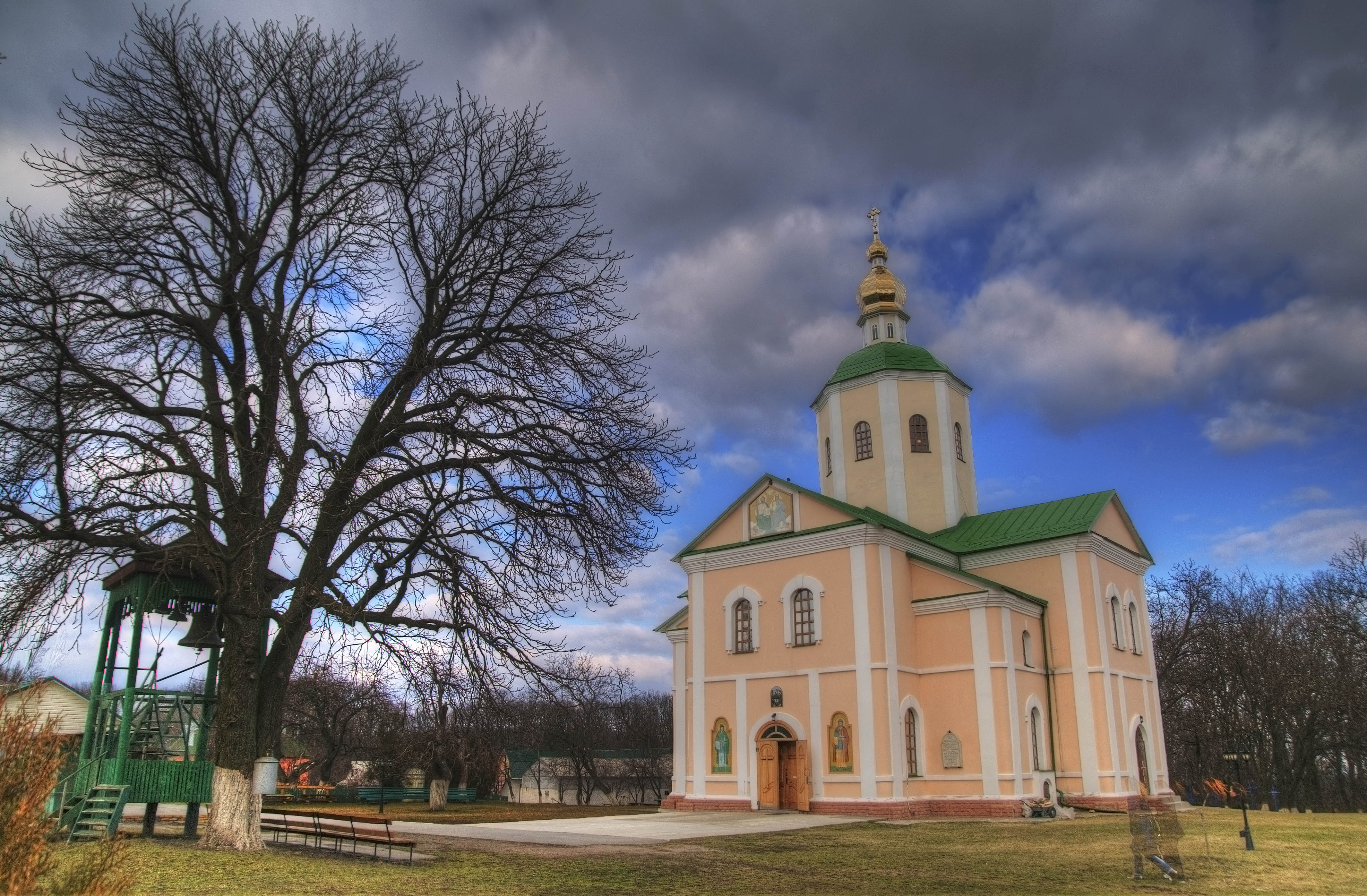
L'église de la Trinité classée
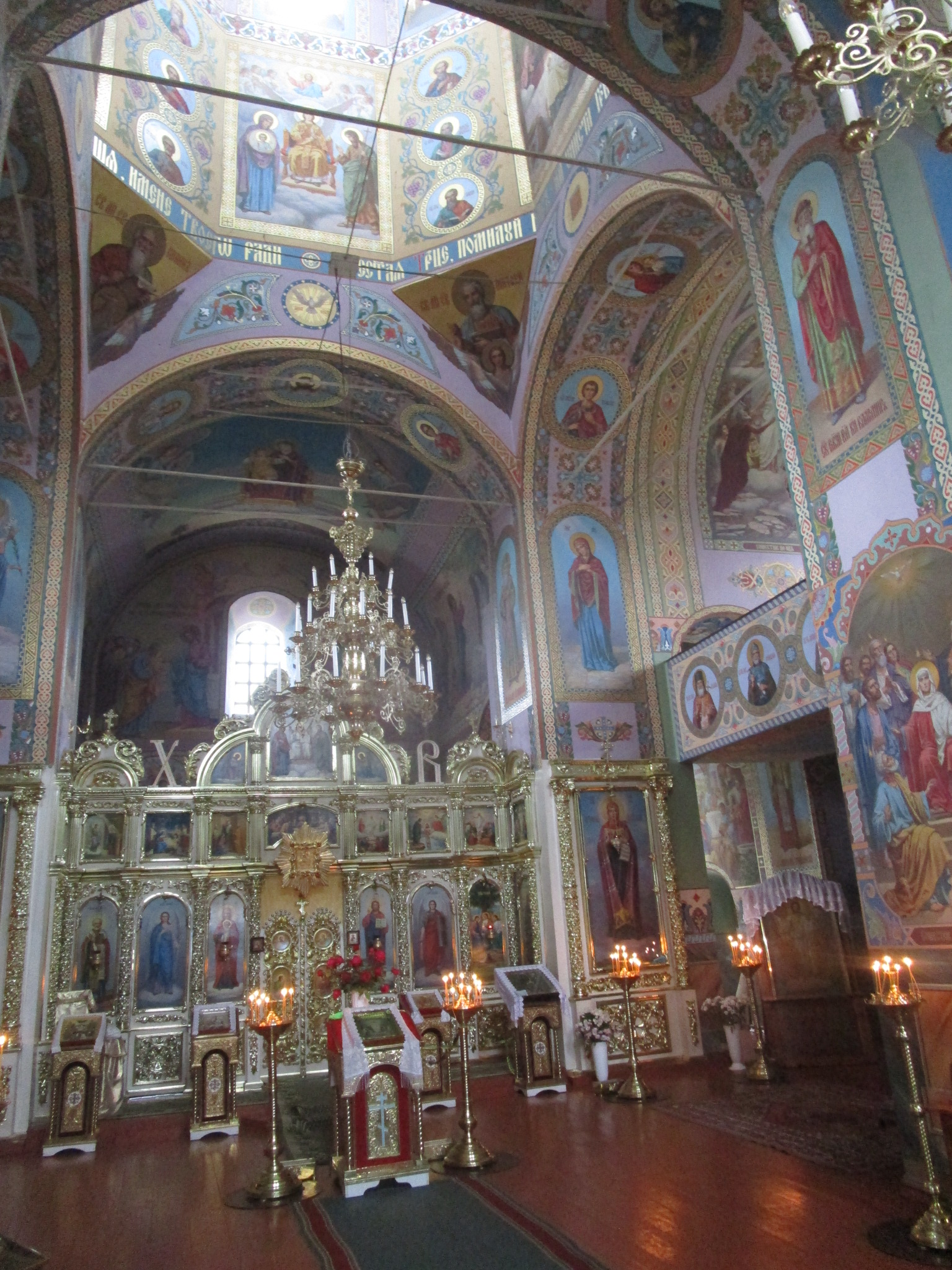
et son iconostase.
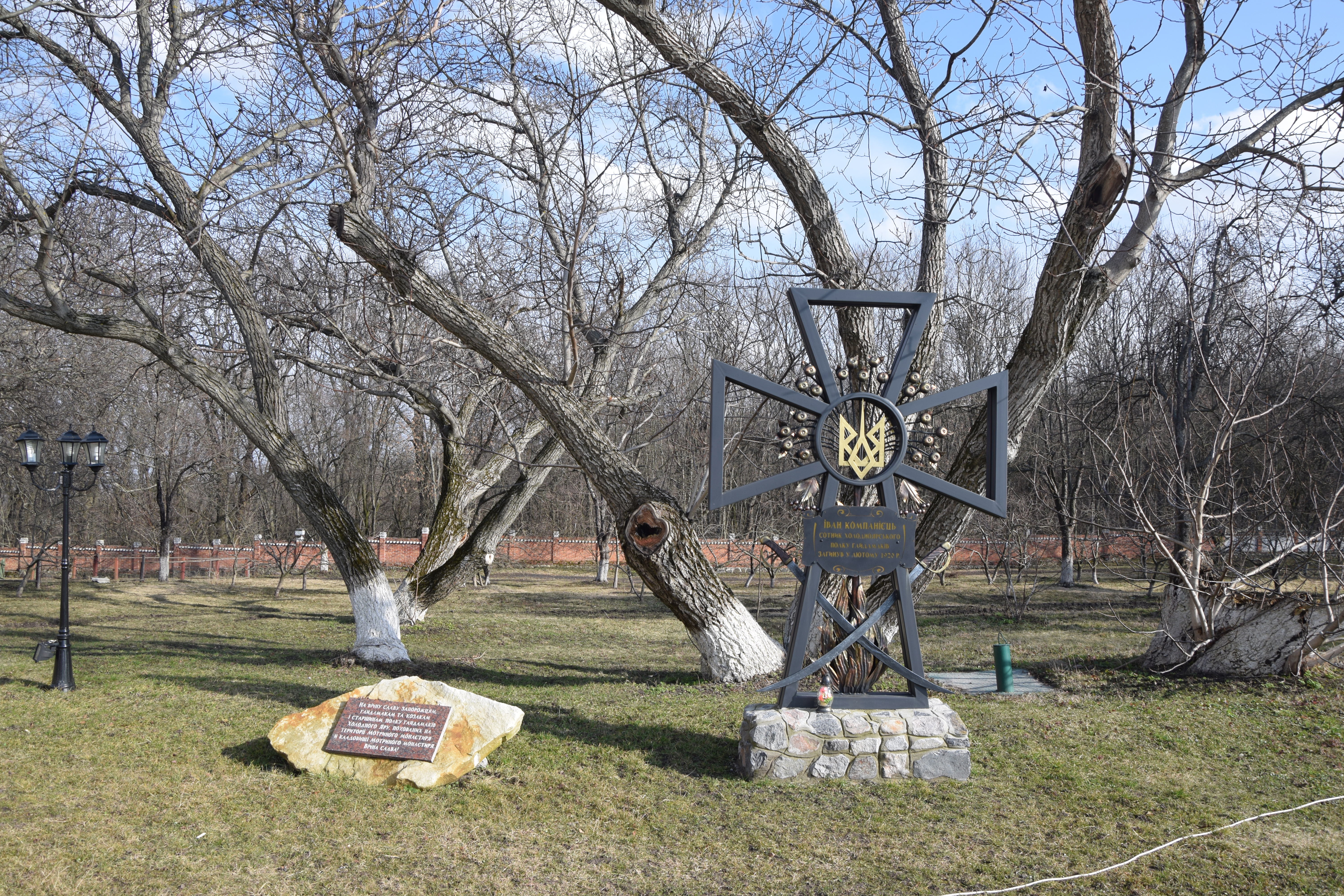
Mémorial aux cosaques classée[4].

## Personnalités liées

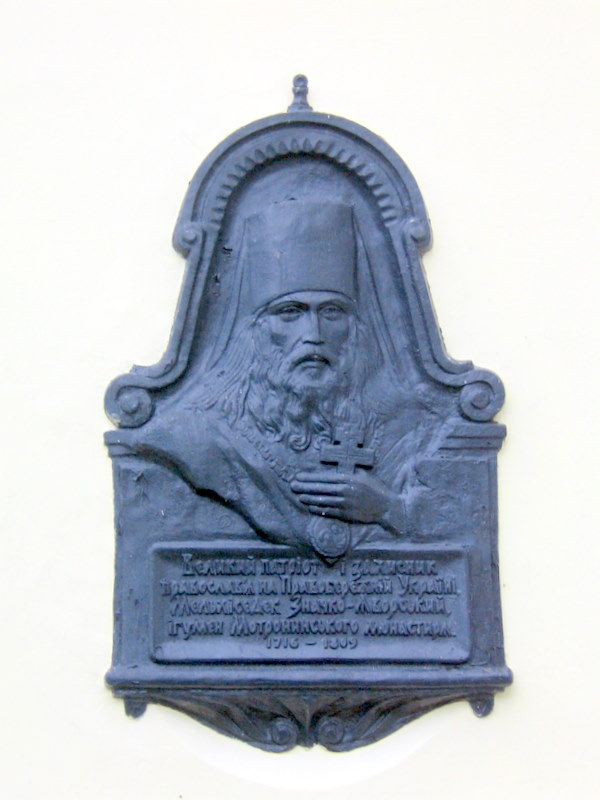
Mémoriala à l'Archimandrite Melkhissedek.

.